# Jesu Barndoms Bog
Jesu Barndoms Bog er et af de tidlige eksempler på en dansk folkebog. Den første danske udgave blev trykt i 1508 og bogen er senere genudgivet.

## Baggrund
I Det Nye Testamente er der ikke meget at hente om Jesus' liv fra fødslen til han er i templet som 12-årig. Beskrivelser af denne periode opstod imidlertid i form af apokryfe skrifter og omkring år 180 citerer biskop Irenæus af Lyon skrifter om Jesus' barndom, der påstås at være skrevet af apostlen Thomas. Irenæus afviste disse tekster, og fastholdt at kun de fire kanoniske evangelier kunne betragtes som autentiske. Beskrivelserne i Thomas' Barndomsevangelium levede imidlertid videre, selv om teksterne blev erklæret kætterske af andre kirkelige personer som Eusebius af Cæsarea. Foruden at beskrive episoder fra Jesus' barndom, indeholdt teksterne også en livsbeskrivelse af Jomfru Maria, og i takt med den stigende Mariadyrkelse fik hun en mere central placering i historien. Omkring 1230 opstod der i Sydtyskland et latinsk håndskrift med titlen Vita beate virginis Marie et salvatoris rhythmica om jomfru Marias liv, og det blev flittigt kopieret. Omkring år 1300 gendigtede broder Philip fra karteuserordenen historien i verseform på tysk, med titlen Marienleben, og da trykteknikken vandt indpas, blev begge værker mangfoldiggjort.

## Den danske udgave
Bogtrykkeren Gotfred af Ghemen udgav i 1508 en dansk udgave, der betragtes som en af de første danske folkebøger. Jesus skildres som en dreng, der både kan udføre mirakler, men også som en person, der straffer sine fjender hårdt. Denne udgave er skæmmet af, at der ikke er megen tegnsætning, så man kan løbende komme i tvivl om, hvor sætninger begynder og slutter. Ved reformationens indførelse i 1536 blev bogen forbudt, og der gik omkring 200 år, før den igen blev tilladt. Senere blev den genoptrykt i forskellige sammenhænge.